# Monimos

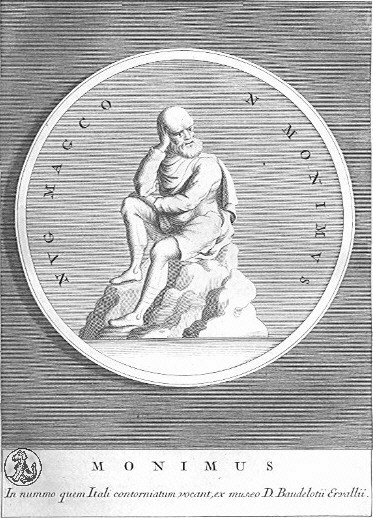
Portret van Monimos

Monimos (Oudgrieks: Μόνιμος) was een oud-Griekse filosoof uit Syracuse die leefde in de 4e eeuw v.Chr. 
Hij maakte deel uit van de Cynische school en was een leerling van Diogenes van Sinope en Kratès van Thebe. Volgens Diogenes Laërtius was Monimos een vrijgelaten slaaf. 
- Gemeinsame Normdatei: 102325588
- Virtual International Authority File: 47151107
- WorldCat: E39PBJv4kdMwFtM9t43Frwvrbd